# Dynamine postverta
Dynamine postverta är en fjärilsart som beskrevs av Pieter Cramer 1782. Dynamine postverta ingår i släktet Dynamine och familjen praktfjärilar. Inga underarter finns listade i Catalogue of Life.

## Bildgalleri

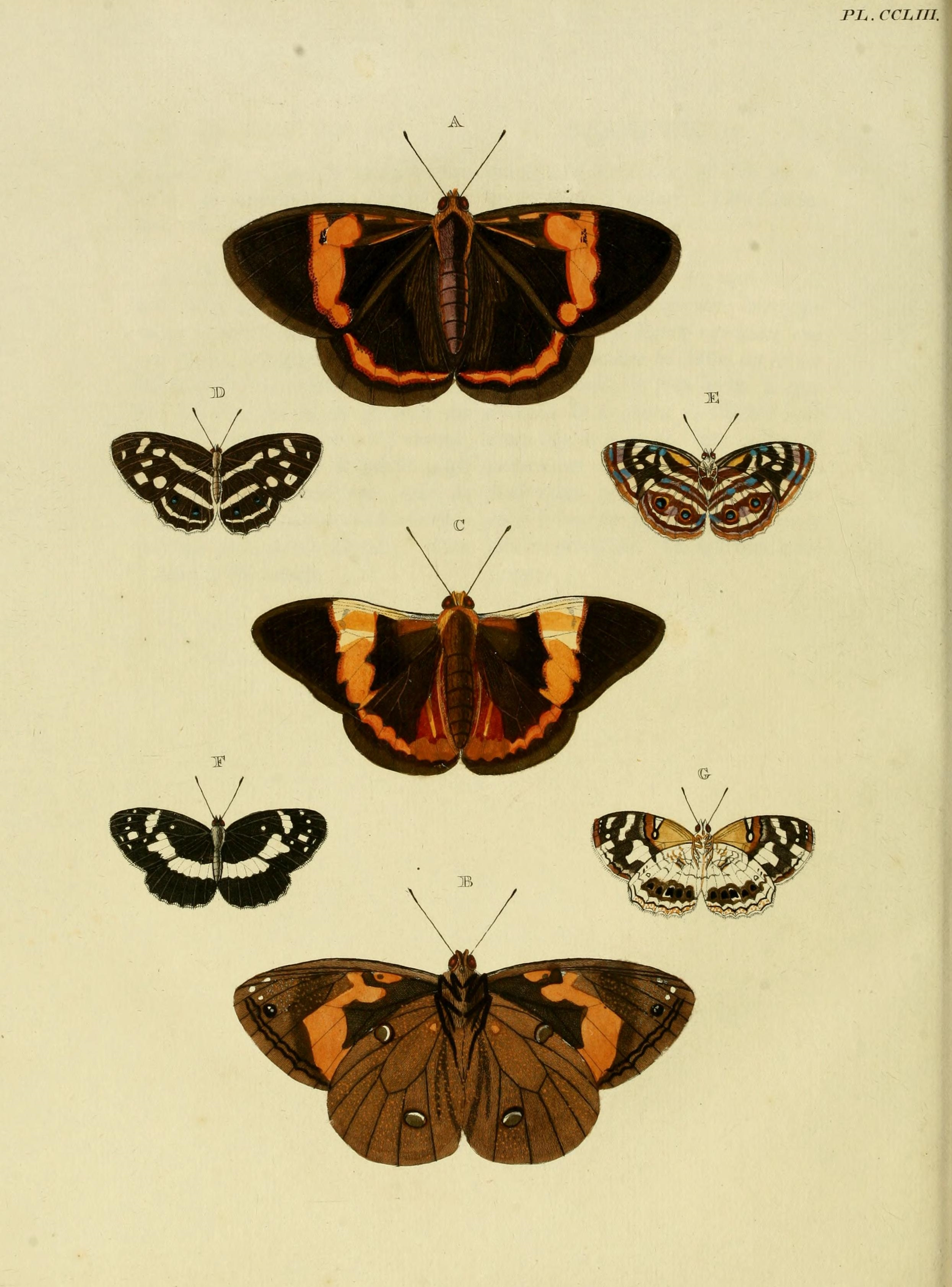
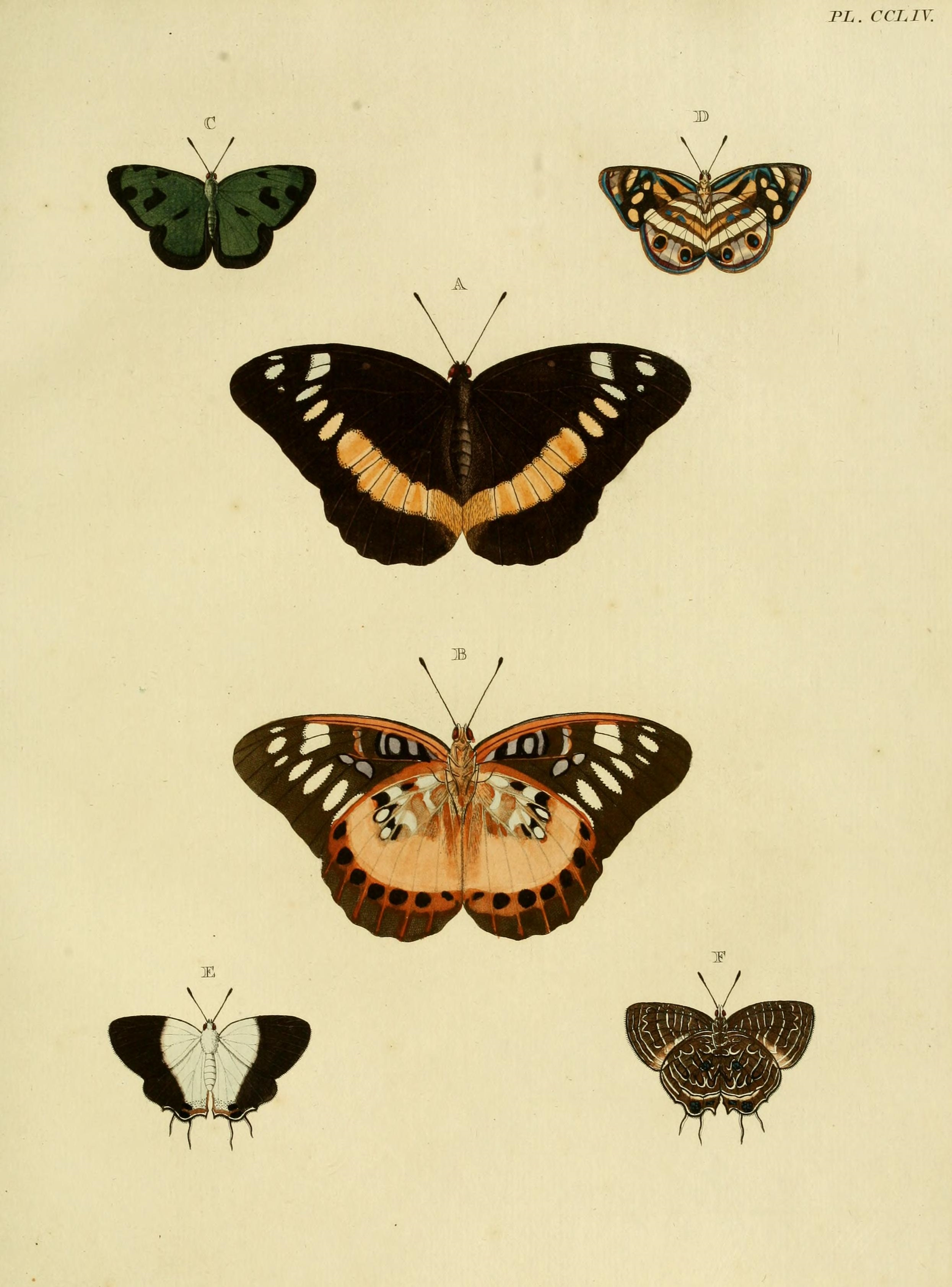
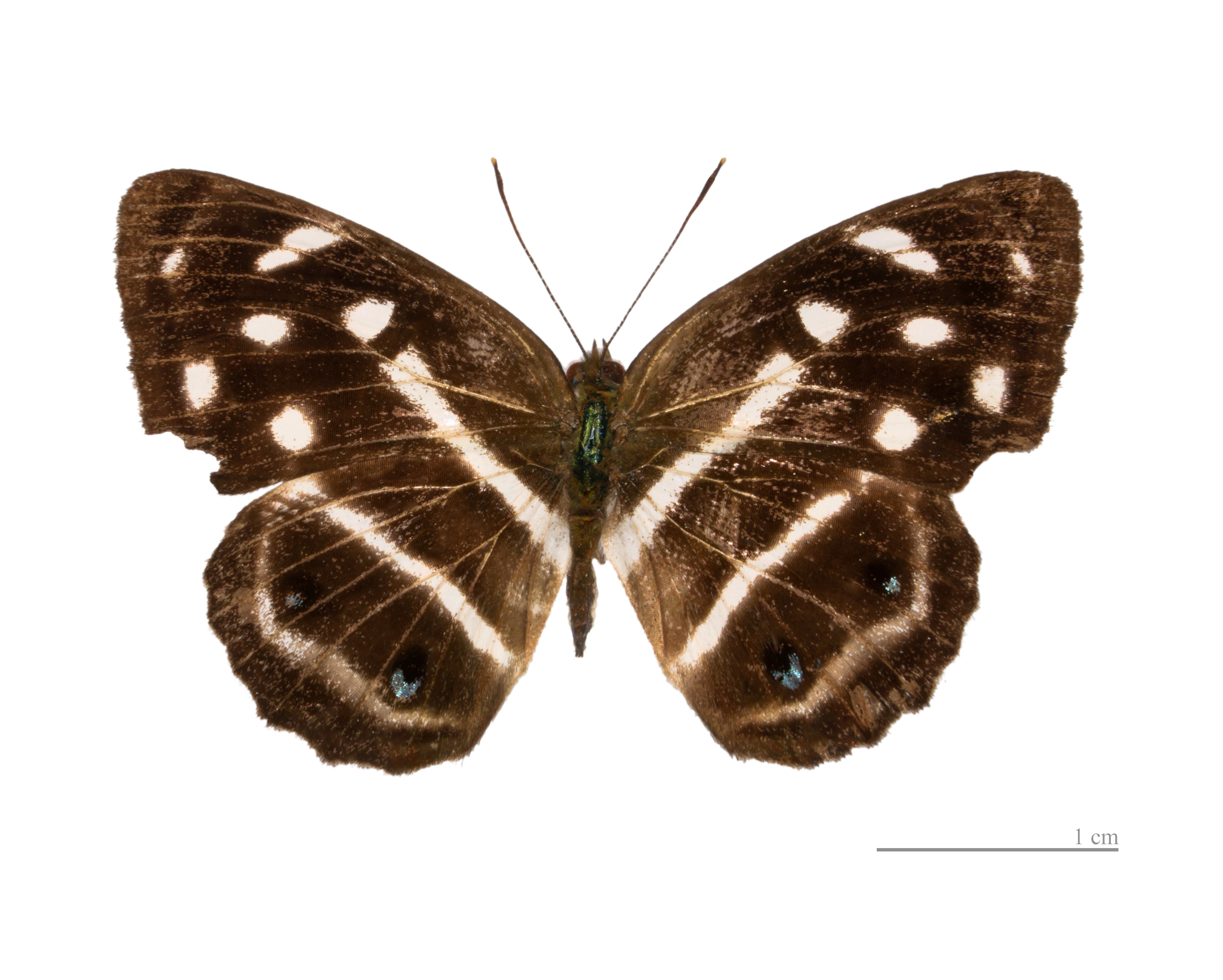
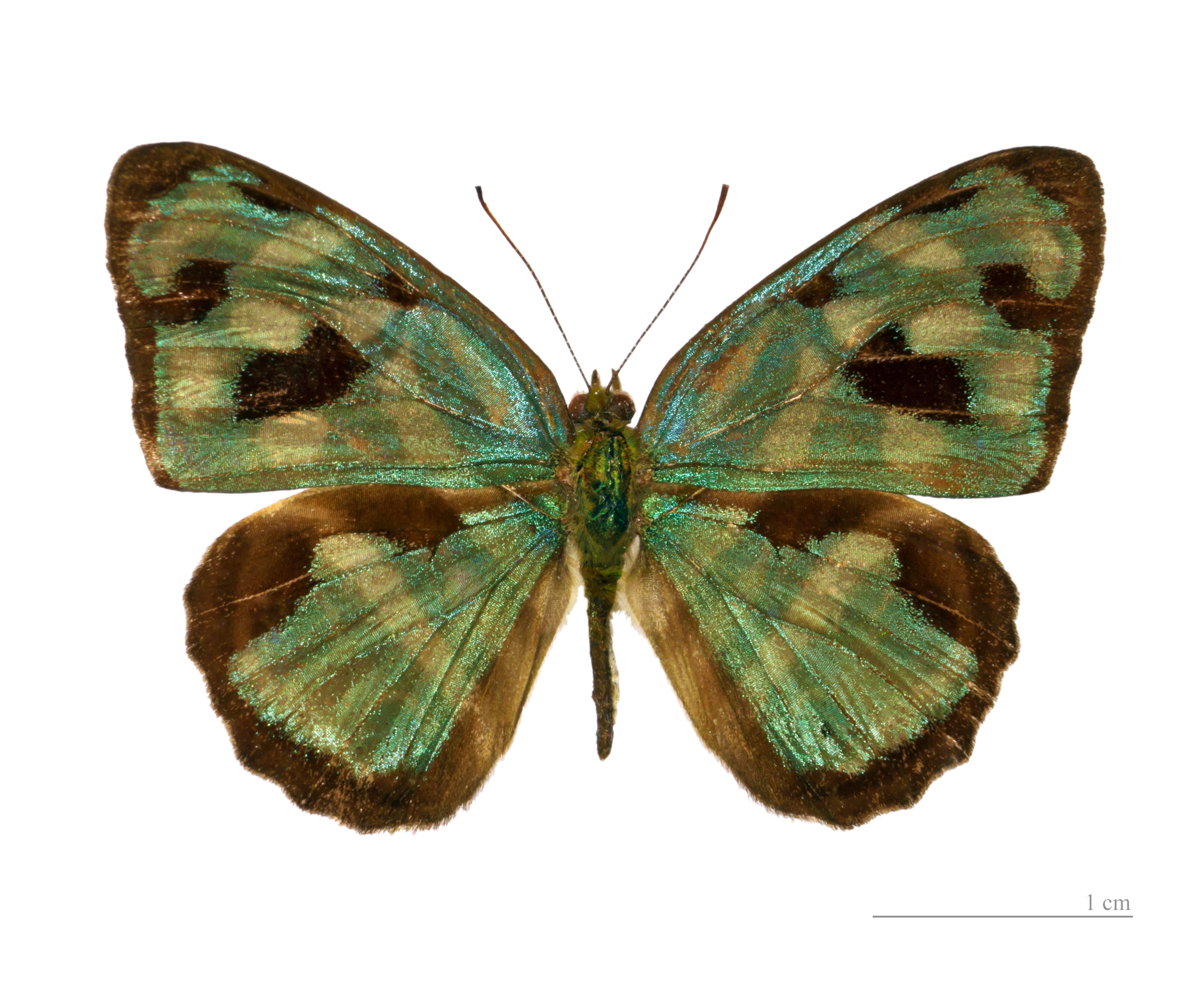
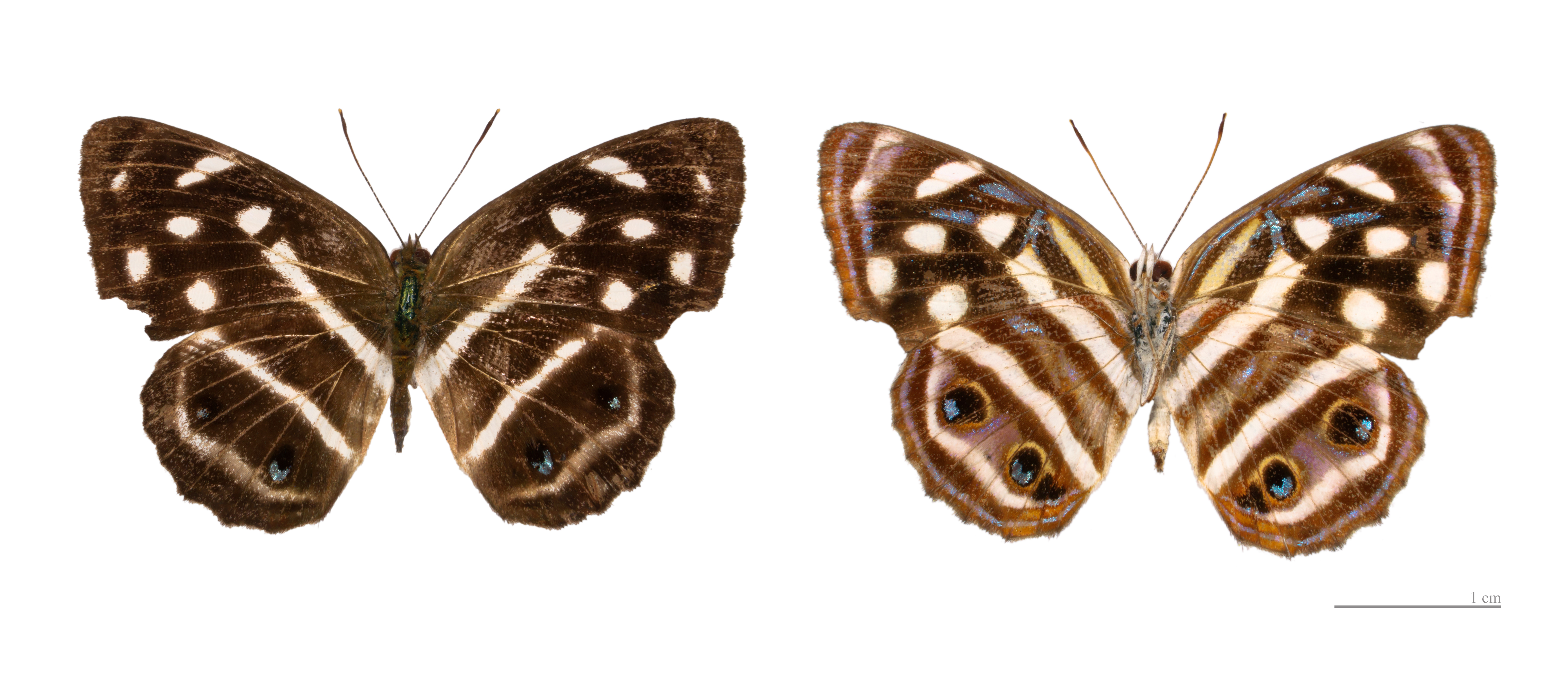
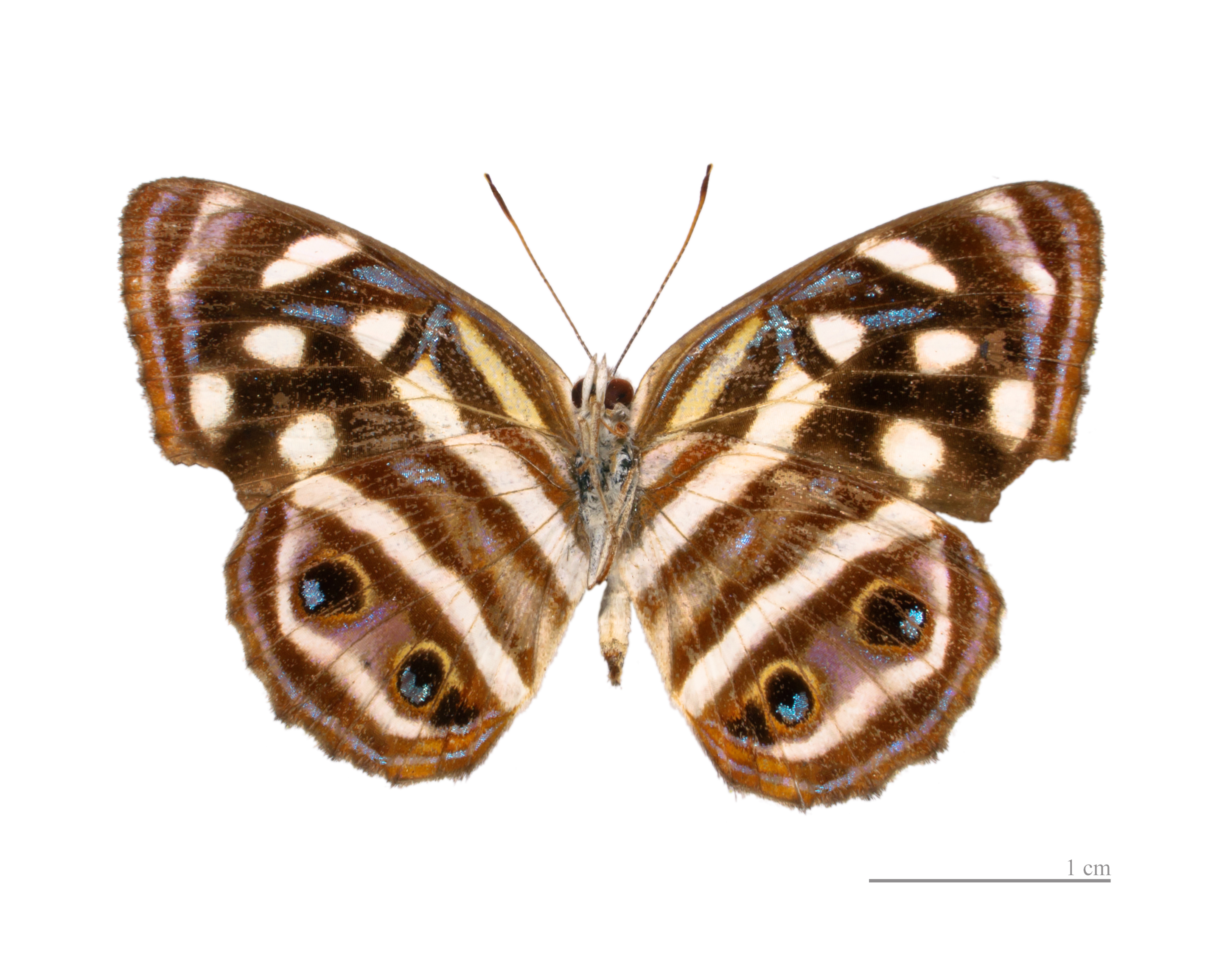